# Če-ťiang
Če-ťiang (čínsky pchin-jinem Zhèjiāng, znaky zjednodušené 浙江) je provincie Čínské lidové republiky. Nachází se na jihovýchodním pobřeží země, na jih od delty řeky Jang-c’. Hlavním a zároveň také největším městem provincie je Chang-čou, přičemž mezi další významná sídla patří města Ning-po, Wen-čou, Tchaj-čou, Šao-sing či Ťia-sing. Rozloha Če-ťiangu je 105 500 km², což z něj činí jednu z nejmenších čínských provincií. V roce 2020 v provincii žilo více než 64,5 milionu obyvatel. Jedná se také o jednu z nejhustěji osídlených a nejbohatších provincií Číny.

## Geografie

### Poloha
Provincie Če-ťiang se nachází na pobřeží Východočínského moře na jih od delty řeky Jang-c’-ťiang. Na severu sousedí s provincií Ťiang-su a centrálně spravovaným městem na úrovni provincie Šanghaj, na severozápadě s provincií An-chuej, na západě s provincií Ťiang-si a na jihu s provincií Fu-ťien.

### Povrch
Če-ťiang je hornatá provincie, přestože se nachází na pobřeží – hory představují 70,4 % této oblasti, 23,2 % tvoří pánve a roviny. Zbývajících 6,4 % jsou vodní plochy (jezera a řeky). Na západě a jihu provincie jsou kopce a hory. Nachází se zde nejvyšší hora v provincii, Chuang-mao-ťien, s výškou 1930 m n. m. Na severu se nachází velká rovina. Touto oblastí, která je velmi úrodná, protéká mnoho řek. Če-ťiang je také provincií s největším počtem ostrovů v Číně. Zahrnuje více než 3000 malých i větších ostrovů o celkové rozloze přes 500 čtverečních kilometrů. Délka pobřeží provincie je celkem 6486 km, což je delší než u všech ostatních čínských provincií.

## Administrativní členění
Provincie je složena ze dvou subprovinčních měst a 11 městských prefektur:
| Mapa provincie                                                                                  | Název (čínsky) | Název (čínsky) | Název (čínsky) | Sídelní městský obvod |
| Mapa provincie                                                                                  | český přepis   | znaky          | pchin-jin      | Sídelní městský obvod |
| ----------------------------------------------------------------------------------------------- | -------------- | -------------- | -------------- | --------------------- |
| Chang-čou Ning-po Wen-čou Ťia-sing Chu-čou Šao-sing Ťin-chua Čchü-čou Čou-šan Tchaj-čou Li-šuej |                |                |                |                       |
| Subprovinční město                                                                              |                |                |                |                       |
| Chang-čou                                                                                       | 杭州市         | Hángzhōu Shì   | Kung-šu        |                       |
| Ning-po                                                                                         | 宁波市         | Níngbō Shì     | Chaj-šu        |                       |
| Městská prefektura                                                                              |                |                |                |                       |
| Chu-čou                                                                                         | 湖州市         | Húzhōu Shì     | Wu-sing        |                       |
| Ťia-sing                                                                                        | 嘉兴市         | Jiāxīng Shì    | Nan-chu        |                       |
| Ťin-chua                                                                                        | 金华市         | Jīnhuá Shì     | Wu-čcheng      |                       |
| Li-šuej                                                                                         | 丽水市         | Líshuǐ Shì     | Lien-tu        |                       |
| Čchü-čou                                                                                        | 衢州市         | Qúzhōu Shì     | Kche-čcheng    |                       |
| Šao-sing                                                                                        | 绍兴市         | Shàoxīng Shì   | Jüe-čcheng     |                       |
| Tchaj-čou                                                                                       | 台州市         | Tāizhōu Shì    | Ťiao-ťiang     |                       |
| Wen-čou                                                                                         | 温州市         | Wēnzhōu Shì    | Lu-čcheng      |                       |
| Čou-šan                                                                                         | 舟山市         | Zhōushān Shì   | Ting-chaj      |                       |

## Obyvatelstvo
Podle Sedmého sčítání lidu Čínské lidové republiky v roce 2020 v Če-ťiangu žilo 64 567 588 obyvatel, což představuje 4,57 % celkové populace Čínské lidové republiky. Podle údajů Statistického úřadu provincie Če-ťiang 52,16 % populace (33 680 008) tvořili muži , zatímco ženy představovaly 47,84% (30 887 580). Poměrně tak připadá 109,04 mužů na 100 žen. Lidé ve věku 0–17 let představovali 17,17 % populace (8 701 957), lidé ve věku 18–34 let představovali 19,76% populace (10 016 698), lidé ve věku 35–59 let představovali 39,65 % populace  (20 096 105) a lidé starší 60 let představovali 23,43 % populace provincie (11 875 236).
| Rok  | Obyvatelé  |
| ---- | ---------- |
| 1912 | 21 440 000 |
| 1928 | 20 643 000 |
| 1937 | 21 231 000 |
| 1947 | 19 959 000 |
| 1953 | 22 865 747 |
| 1964 | 28 318 573 |
| 1982 | 38 884 603 |
| 1990 | 41 445 930 |
| 2000 | 45 930 651 |
| 2010 | 54 426 891 |
| 2020 | 64 567 588 |

## Ekonomika

### Zemědělství
Če-ťiang je známá jako „země ryb a rýže“. Rovina na severu provincie je zemědělským centrem a největším výrobcem hedvábí v Číně. Oblast kolem Čou-šanu je největší oblastí rybolovu v zemi. Rýže je nejdůležitějším zemědělským produktem, následuje pšenice, kukuřice a sladké brambory. Také se pěstuje juta, bavlna, řepka a cukrová třtina.

## Doprava

### Letecká

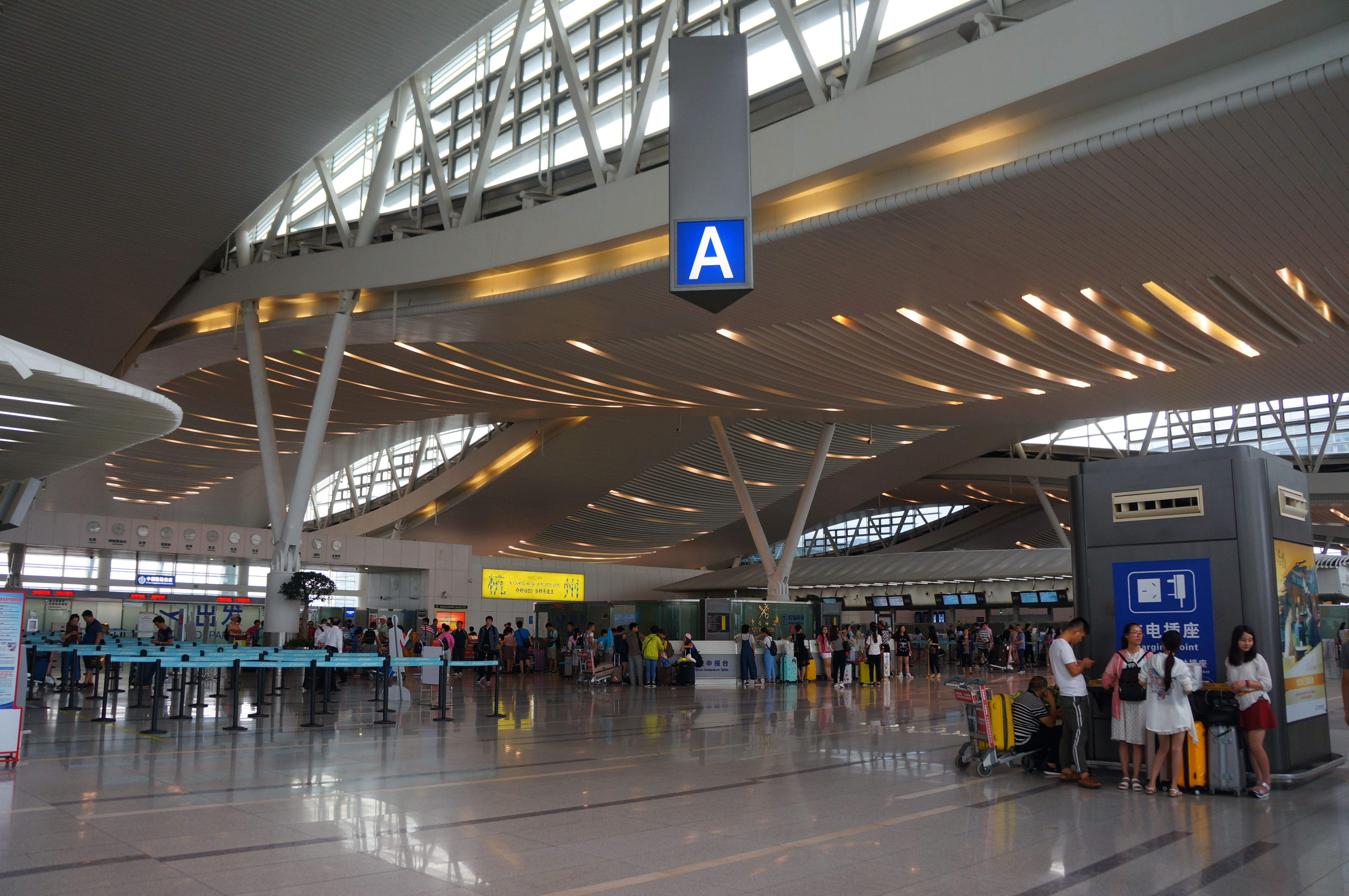
Interiér mezinárodního letiště Chang-čou Siao-šan

Největším letištěm v Če-ťiangu je mezinárodní letiště Chang-čou Siao-šan nacházející se přibližně 30 km východně od Chang-čou, hlavního města provincie. V roce 2019 odbavilo více než 40 milionů cestujících a bylo tak 10. nejvytíženějším letištěm v Číně.
Druhým největším letištěm v provincii je mezinárodní letiště Ning-po Li-še. Otevřeno bylo roku 1984 a slouží zejména městu Ning-po na východě Če-ťiangu. V roce 2019 odbavilo 12,4 milionu cestujících a denně v průměru vypravilo 240 letů. V roce 2021 bylo 32. nejrušnějším letištěm v Číně.
Třetím mezinárodním letištěm v Če-ťiangu je mezinárodní letiště Wen-čou Lung-wan, do roku 2013 známé jako letiště Wen-čou Jung-čchiang. Letiště leží u města Wen-čou a s 9,2 miliony odbavených cestujících bylo v roce 2021 33. nejrušnější letištěm v Číně, a 45. největší letiště v celé Asii.
Dalšími dopravními letišti v provincii jsou letiště I-wu, letiště Čou-šan Pchu-tchuo-šan a letiště Tchaj-čou Lu-čchiao. V Če-ťiangu se dále nachází letiště Te-čching Mo-kan-šan, největší letiště určené pro všeobecné letectví ve východní Číně.
Do roku 2000 jako hlavní letiště pro město Chang-čou sloužilo letiště Chang-čou Ťien-čchiao, které v současnosti slouží výhradně jako letecká základna Letectva Čínské lidové osvobozenecké armády.
Letiště Li-šuej a letiště Čchü-čou jsou letiště určená pro smíšený vojenský a civilní provoz. 
Letiště Ťia-sing je v současné době přestavováno z vojenského letiště na smíšené vojenské a civilní letiště. Letiště, nacházející se u města Ťia-sing, severovýchodně od Chang-čou, by mělo mít kapacitu až půl milionu cestujících ročně.

### Železniční

#### Vysokorychlostní tratě

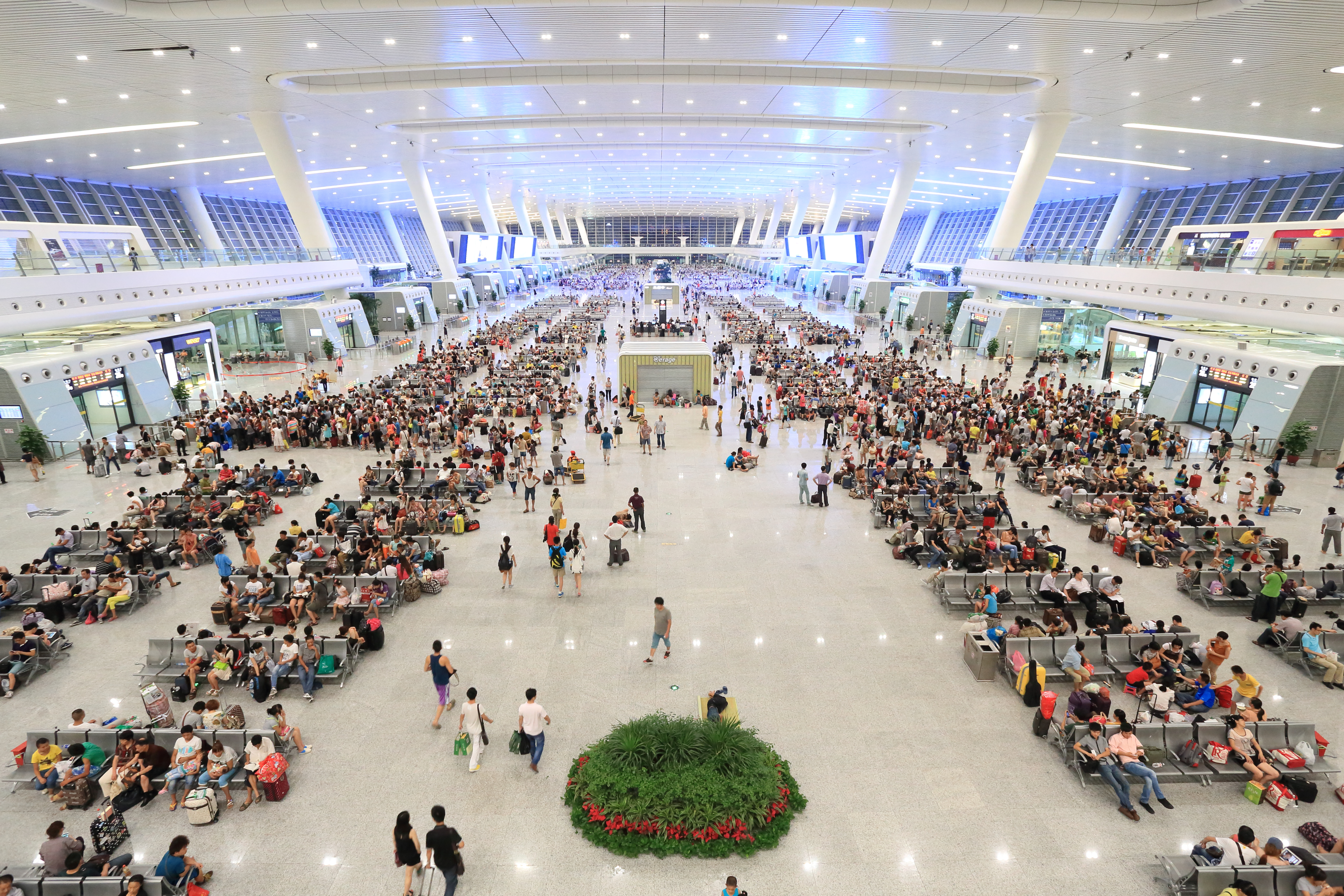
Vlakové nádraží Chang-čou východ, hlavní nádraží pro vysokorychlostní vlaky v Chang-čou

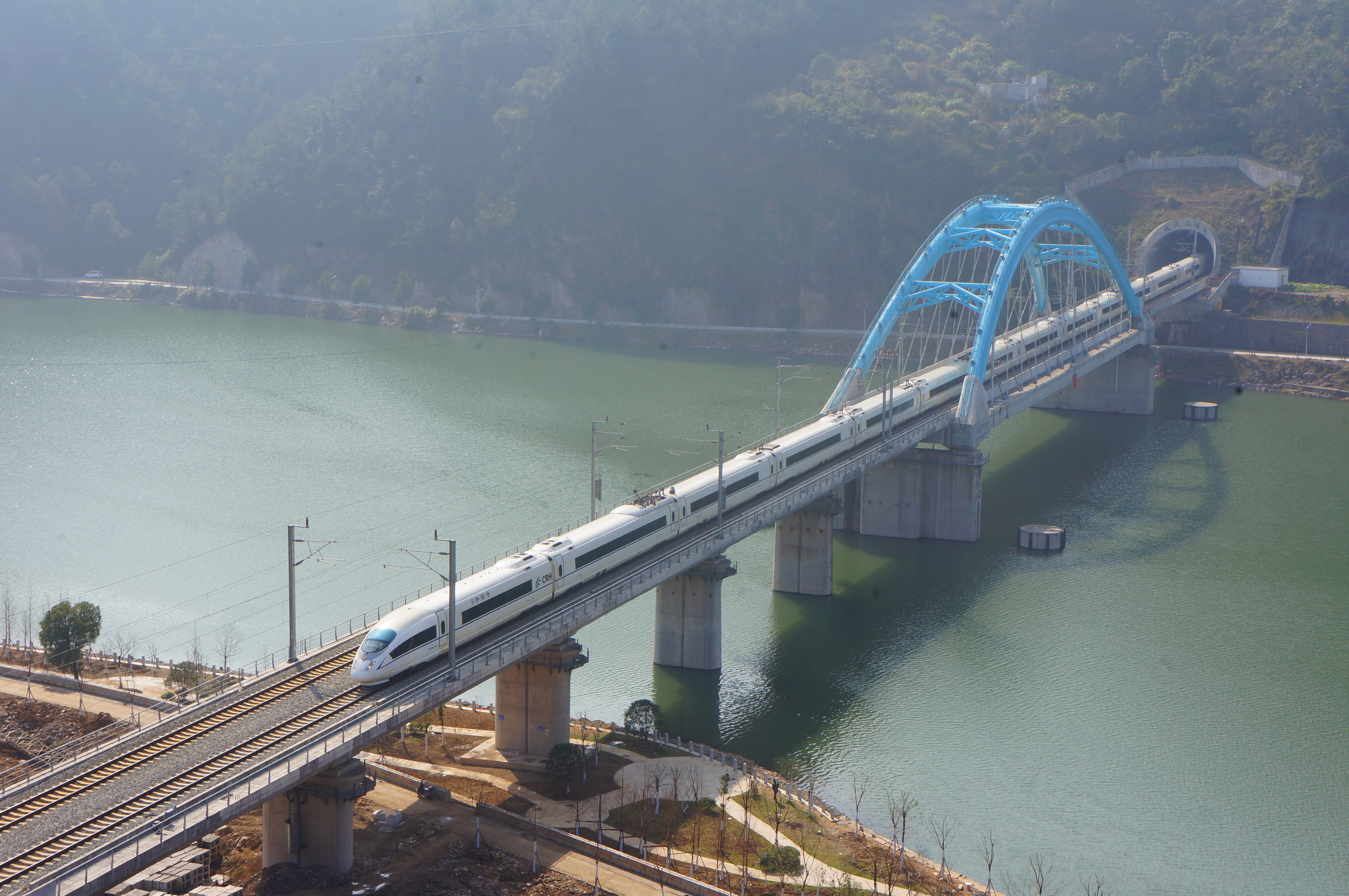
Vlak na vysokorychlostní trati Ťin-chua – Wen-čou, přejíždějící most přes řeku Ou, v prefektuře Li-šuej

Če-ťiangem prochází tři vysokorychlostní železniční koridory, které jsou součástí čínské sítě „osmi vertikálních a osmi horizontálních“ vysokorychlostních koridorů. Jedná se o dva koridory v severojižním směru, tedy tzv. „vertikály“ – jmenovitě pobřežní koridor a koridor Peking – Šanghaj – a jeden koridor „horizontální“, tedy ve směru z východu na západ, jmenovitě koridor Šanghaj – Kchun-ming.
Pobřežní koridor do provincie vstupuje ze sousední Šanghaje na severu. Poté se táhne podél čeťiangského pobřeží a nakonec vede dál na jihozápad do sousední provincie Fu-ťien. Jeho dvě součásti na území provincie Če-ťiang jsou vysokorychlostní trať Šanghaj – Chang-čou a vysokorychlostní trať Chang-čou – Fu-čou – Šen-čen, konkrétně tři její úseky: vysokorychlostní trať Chang-čou – Ning-po, železniční trať Ning-po – Tchaj-čou – Wen-čou a železniční trať Wen-čou – Fu-čou.
Koridor Peking – Šanghaj zasahuje do Če-ťiangu pouze okrajově; dvě z jeho vedlejších větví vedou z provincií Ťiang-su a An-chuej jižně do Chang-čou. Jedná se o vysokorychlostní trať Nanking – Chang-čou a úsek Che-fej – Chang-čou, součást vysokorychlostní trati Šang-čchiou – Chang-čou.
Třetí z koridorů, koridor Šanghaj – Kchun-ming, vede ze Šanghaje přes Če-ťiang na západ. Jeho první část, vysokorychlostní trať Šanghaj – Chang-čou, je také součástí pobřežního koridoru. Na ni v Chang-čou navazuje vysokorychlostní trať Chang-čou – Čchang-ša, vedoucí z Če-ťiangu do provincie Ťiang-si a dále do hlavního města Chu-nanu, Čchang-ša.
Kromě toho se v Če-ťiangu dále nachází vysokorychlostní trať Ťin-chua – Wen-čou, která slouží jako spojnice mezi VRT Chang-čou – Čchang-ša a VRT Chang-čou – Fu-čou – Šen-čen, konkrétně stanicí Wen-čou, kde na sebe navazují úseky Ning-po – Tchaj-čou – Wen-čou a Wen-čou – Fu-čou. Trať, vedoucí čeťiangským vnitrozemím, byla uvedena do provozu v roce 2015 a její celková délka činí 188 km.
V roce 2018 byla dále uvedena do provozu vysokorychlostní trať Chang-čou – Chuang-šan, spojující provinční hlavní město Chang-čou s městskou prefekturou Chuang-šan na jihu provincie An-chuej. Trať je součástí delší vysokorychlostní trati Chang-čou – Nan-čchang.

#### Meziměstské tratě
Od roku 2017 je v provozu meziměstská trať Ning-po – Jü-jao. Trať má celkovou délku 48,7 km a spojuje městský obvod Chaj-šu v přístavním městě Ning-po s městským okresem Jü-jao.

#### Konvenční tratě
- železniční trať Ťin-chua – Wen-čou
- železniční trať Ning-po – Tchaj-čou – Wen-čou
- železniční trať Šanghaj – Chang-čou
- železniční trať Šanghaj – Kchun-ming
- železniční trať Su-čou – Ťia-sing
- železniční trať Wen-čou – Fu-čou
- železniční trať Siao-šan – Ning-po
- železniční trať Sin-ji – Čchang-sing
- železniční trať Süan-čcheng – Chang-čou